# Moscow Black Storm 2019
Questa voce raccoglie le informazioni riguardanti i Moscow Black Storm nelle competizioni ufficiali della stagione 2019.

## Black Bowl 2019

### Stagione regolare
| Zelenograd 12 maggio 2019 | Moscow Black Storm | 29 – 0 (7-0 10-0 6-0 6-0) referto | Cyborgs Obninsk | Stadio del Rugby |

| Mosca 25 maggio 2019 | Moscow Black Storm | 29 – 28 (26-0 0-13 0-7 3-8) referto | Voronezh Mighty Ducks | Stadion Čajka |

| Zelenograd 8 giugno 2019, ore 16:00 | Moscow Black Storm | 14 – 29 referto | Moscow United | Stadio del Rugby |

| Zelenograd 22 giugno 2019 | Moscow United | 51 – 0 (17-0 21-0 0-0 13-0) referto | Moscow Black Storm | Stadio del Rugby |

| Petrozavodsk 27 luglio 2019 | Petrozavodsk Karelian Gunners | 21 – 0 (a tavolino) referto | Moscow Black Storm |  |

| Kaluga 11 agosto 2019 | Cyborgs Obninsk | 30 – 34 (8-7 8-21 8-0 6-6) referto | Moscow Black Storm | Arena Annenki |

## Statistiche di squadra
| Competizione      | %Vittorie | In casa | In casa | In casa | In casa | In casa | In casa | In trasferta | In trasferta | In trasferta | In trasferta | In trasferta | In trasferta | Totale | Totale | Totale | Totale | Totale | Totale |
| Competizione      | %Vittorie | G       | V       | N       | P       | Pf      | Ps      | G            | V            | N            | P            | Pf           | Ps           | G      | V      | N      | P      | Pf     | Ps     |
| ----------------- | --------- | ------- | ------- | ------- | ------- | ------- | ------- | ------------ | ------------ | ------------ | ------------ | ------------ | ------------ | ------ | ------ | ------ | ------ | ------ | ------ |
| Stagione regolare | .500      | 3       | 2       | 0       | 1       | 72      | 57      | 3            | 1            | 0            | 2            | 34           | 102          | 6      | 3      | 0      | 3      | 106    | 159    |
| Totale            | .500      | 3       | 2       | 0       | 1       | 72      | 57      | 3            | 1            | 0            | 2            | 34           | 102          | 6      | 3      | 0      | 3      | 106    | 159    |